# Schulgebäude Fürkerfeldstraße
Das Schulgebäude Fürkerfeldstraße ist ein denkmalgeschütztes Schulgebäude im Solinger Stadtteil Merscheid. Seit 2010 ist in dem Gebäude die städtische Förderschule Carl-Ruß-Schule untergebracht, die nach dem Walder Lehrer Carl Ruß benannt ist.

## Geschichte
Das Schulgebäude wurde zu Beginn des Ersten Weltkriegs nahe der Hofschaft Fürk in der damaligen Stadt Ohligs errichtet, um darin die neu gegründete Gemeinschaftsvolksschule Fürk unterzubringen. Das Schulgebäude entstand als massiver Baukörper mit zwei Vollgeschossen auf einem u-förmigen Grundriss mit Walmdach. Eingangsportale befinden sich zur Fürkerfeldstraße hin und zur Fürker Straße hin. Es wurde Ende 1914 eingeweiht, die Baukosten betrugen etwa 250.000 Mark. Im Jahre 1933 wurde die Schule in eine evangelische Volksschule umgewandelt, ab 1939 wurde die Schule wieder als Gemeinschaftsschule bezeichnet.
Nach dem Zweiten Weltkrieg, den das Schulgebäude ohne größere Schäden überstanden hatte, wurde das Gebäude zunächst als Flüchtlingsunterkunft für Aussiedlerfamilien genutzt. Der Unterricht der Volksschule Fürk wurde in das Schulgebäude Erholungstraße verlegt. Nach Auflösung der Flüchtlingsunterkunft 1950 nahm die Schule wieder im Gebäude an der Fürkerfeldstraße ihren Betrieb auf. Im Jahre 1968 wurde in dem Gebäude die Hauptschule Merscheid gegründet. Das Schulgebäude wurde als Nummer 148 am 30. Oktober 1984 in die Denkmalliste der Stadt Solingen aufgenommen.
Die Hauptschule Merscheid wurde 1988 aufgelöst. Nach Umbau zog in das Gebäude im Jahre 1990 das Walter-Bremer-Institut ein, die 1969 gegründete städtische Lehranstalt für pharmazeutisch-technische Assistenten. Außerdem war in dem Gebäude eine Dependance des Mildred-Scheel-Berufskollegs untergebracht. Um die laufenden Kosten des Walter-Bremer-Instituts zu senken, zog es 2009 in das Gebäude des Friedrich-List-Berufskollegs in Solingen-Mitte. Die Stadt Solingen investierte 2009 rund 1,6 Millionen Euro vor allem in den Innenausbau des Gebäudes und ließ es für die Bedürfnisse der Förderschule Carl-Ruß-Schule umbauen. Auch ein Mensa-Trakt wurde an das Gebäude angebaut. Im Februar 2010 verließ die Carl-Ruß-Schule das bisherige Schulgebäude Elsa-Brändström-Straße und zog in das deutlich größere Schulgebäude Fürkerfeldstraße um, in dem die Förderschule seither untergebracht ist.
Im Jahre 2018/2019 wurde das Schulgebäude energetisch saniert und erhielt einen neuen Fassadenanstrich.